# Erzeparchie Mossul-Aqra

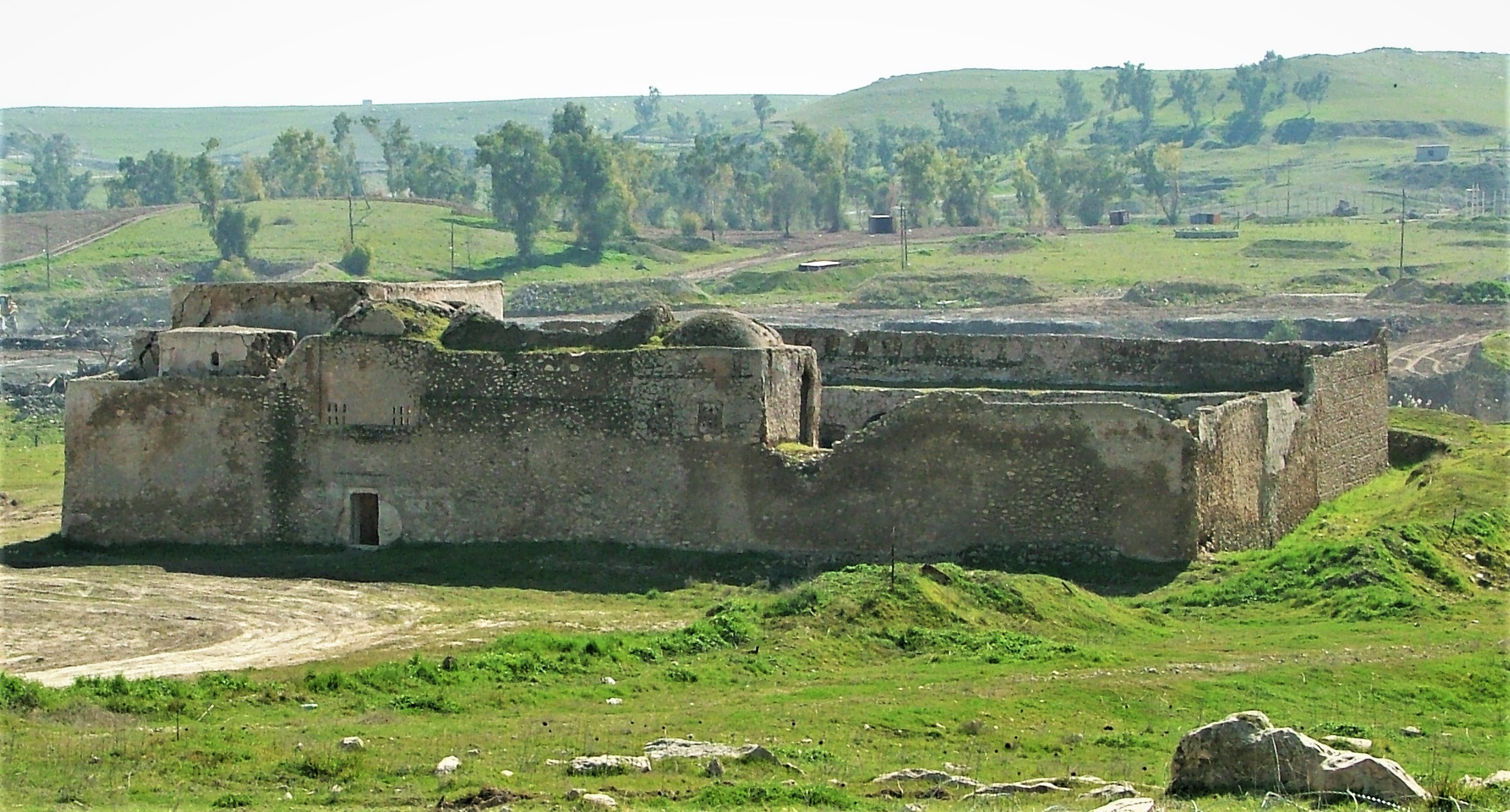
Dair Mar Elia Abtei

Die Erzeparchie Mossul (lateinisch Archieparchia Mausiliensis Chaldaeorum) ist eine mit der römisch-katholischen Kirche unierte chaldäisch-katholische Erzeparchie mit Sitz in Mossul, Irak.

## Geschichte
Die Diözese wurde am 14. Februar 1967 gegründet; Vorläufer war eine Prälatur. Die Erzeparchie wird durch einen Erzbischof geführt, der gleichzeitig Pfarrer der Prokathedrale St. Paul ist. Die heutige Diözese wurde durch Erzbischof George Garmo aufgebaut. Am 7. Dezember 2004 wurde die Kathedrale bei einem Bombenattentat schwer beschädigt. Der Bischofssitz wurde danach circa 10 km entfernt neu aufgebaut.
Seit 2008 steht die Erzeparchie Mossul im Fokus einer aufkommenden Christenverfolgung im Irak mit Bedrohungen durch islamistische Milizen, Einführung von Sondersteuern oder der Drohung, christliche Töchter mit muslimischen Männern zu verheiraten. Erzbischof Paulos Faraj Rahho wurde 2008 entführt und ermordet.
Am 22. Dezember 2018 wurde das Gebiet des Bistums Aqra in die Erzeparchie eingegliedert, die gleichzeitig in Erzeparchie Mossul-Aqra umbenannt wurde.
Im Diözesangebiet liegt die 571 n. Chr. gegründete Abtei Dair Mar Elia (St. Elijah).

## Ordinarien
- Yohannan VIII. Hormizd (1778–1818)
- Nikolaus Zaya
- Joseph Audo (1825–1833)
- Pierre Eliyya Abo-Alyonan
- Abdisho V. Khayat
- Joseph Emmanuel II. Toma (1900–1947)
- Joseph Ghanima (1947–1958)
- Paul Cheikho (1958–1960)

### Erzbischöfe von Mossul
- Emmanuel Daddi (1960–1980)
- Georges Garmou (1980–1999)
- Paulos Faraj Rahho (2001–2008)
- Emil Shimoun Nona (2009–2015, dann Erzbischof der Eparchie Sankt Thomas der Apostel in Sydney)
- Najib Mikhael Moussa OP (seit 2018)

## Kirchen in der Erzeparchie Mossul
- St. Miskenta der Märtyrer, Al-Mayasa (Al-Sa'a)
- St. Isaiah, Ras Al Koor
- St. Paul, Hai Al-Majmou'a
- Unsere Mutter von der Immerwährenden Hilfe, Dawasa
- St. Joseph, Al-Mayda
- Kirche der Jungfrau Maria, Al-Dargazliya
- St. Ephrem, Mousal Al-Jadida
- Herz-Jesu Kirche, Tel Keppe
- St. Addai, Karamles